# Ocnogyna flavescens
Ocnogyna flavescens är en fjärilsart som beskrevs av Charles Oberthür 1911. Ocnogyna flavescens ingår i släktet Ocnogyna och familjen björnspinnare. Inga underarter finns listade i Catalogue of Life.